# IC 1817-1
IC 1817-1 — галактика типу Sd () у сузір'ї Овен.
Цей об'єкт міститься в оригінальній редакції індексного каталогу.